# Милисоновка
Милисоновка (Милесоновка, Мелисоновка, ошибочно в источниках — Милисоновка, Мелисоново) (баш. Милисоновка) — деревня в Бижбулякском районе Башкортостана, относится к Сухореченскому сельсовету. 
С 2005 современный статус.

## История
Название происходит от  фамилии Милисонов. 
Входил административно в Приютовская волость, Белебеевский уезд, Уфимской губернии (Населенные пункты Башкортостана, С. 51).
В 2011 году «Башнефть» в Мелисоновке осуществила капитальный ремонт водовода
Статус деревня, сельского населённого пункта, посёлок получил согласно Закону Республики Башкортостан от 20 июля 2005 года N 211-з «О внесении изменений в административно-территориальное устройство Республики Башкортостан в связи с образованием, объединением, упразднением и изменением статуса населенных пунктов, переносом административных центров», ст.1:

6. Изменить статус следующих населенных пунктов, установив тип поселения - деревня:
 
5)  в Бижбулякском районе:…

у) поселка Милисоновка Сухореченского сельсовета

## География
Расстояние до:
- районного центра (Бижбуляк): 21 км,
- центра сельсовета (Сухоречка): 5 км,
- ближайшей ж/д станции (Приютово): 27 км.

Расстояние до центра ВИКа пос. Приютово — 16 верст (Населенные пункты Башкортостана, С. 51).

## Население
По переписи 1920 года посёлок населяли преимущественно русские. Число домохозяйств в 1925 году — 13.
| 2002 | 2009 | 2010 |
| ---- | ---- | ---- |
| 0    | ↗1   | ↗2   |

## Улицы
В Милесоновке одна улица — Пролетарская.

## Люди, связанные с деревней
- Парамонов, Константин Ефимович (1908—1943) — Герой Советского Союза, гвардии лейтенант, командир роты 185-го гвардейского стрелкового полка 60-й гвардейской стрелковой дивизии 6-й армии 3-го Украинского фронта.